# Арташес III
Арташе́с III (Зено́н) — царь Великой Армении, правивший в 18—35 годах.
Арташес III (Зенон) был сыном Полемона I, царя Понта. После устранения Вонона в 18 году во время совета в городе Арташат был избран армянами новым царём и коронован представителем Римской империи Германиком. Армяне нарекли его именем одного из любимых царей Арташесидов Арташеса I. Об этом пишет Корнелий Тацит:
Царя в то время, по устранении Вонона, они не имели; впрочем благоволение народа склонялось к сыну понтийского царя Полемона Зенону, так как, усвоив с раннего детства обычаи и образ жизни армян, он своими охотами, пиршествами и всем, что в особой чести у варваров, пленил в равной мере и придворных, и простолюдинов

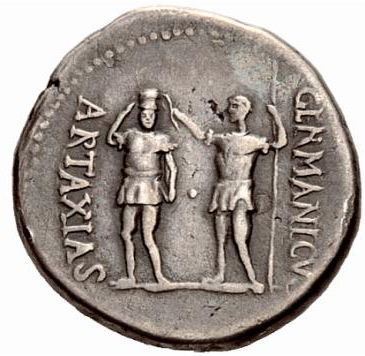
Германик коронует Арташеса III. Римская монета

Арташес III правил мирно и умер, не оставив после себя наследников. После смерти Арташеса, армянский трон занял сын царя Парфии Артабана III Аршак I, борьба за Великую Армению между римскими и парфянскими ставленниками возобновилась.